# Heteroponera panamensis
Heteroponera panamensis är en myrart som först beskrevs av Auguste-Henri Forel 1899.  Heteroponera panamensis ingår i släktet Heteroponera och familjen myror. Inga underarter finns listade i Catalogue of Life.

## Bildgalleri

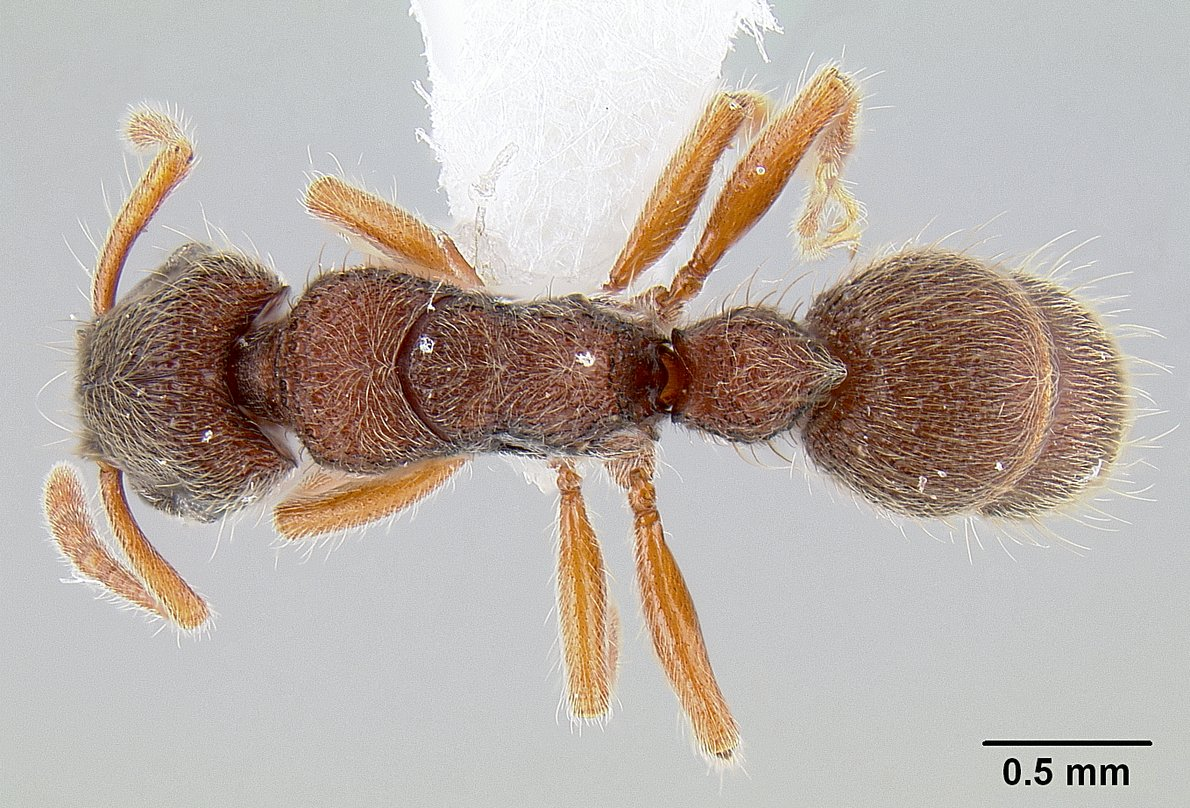
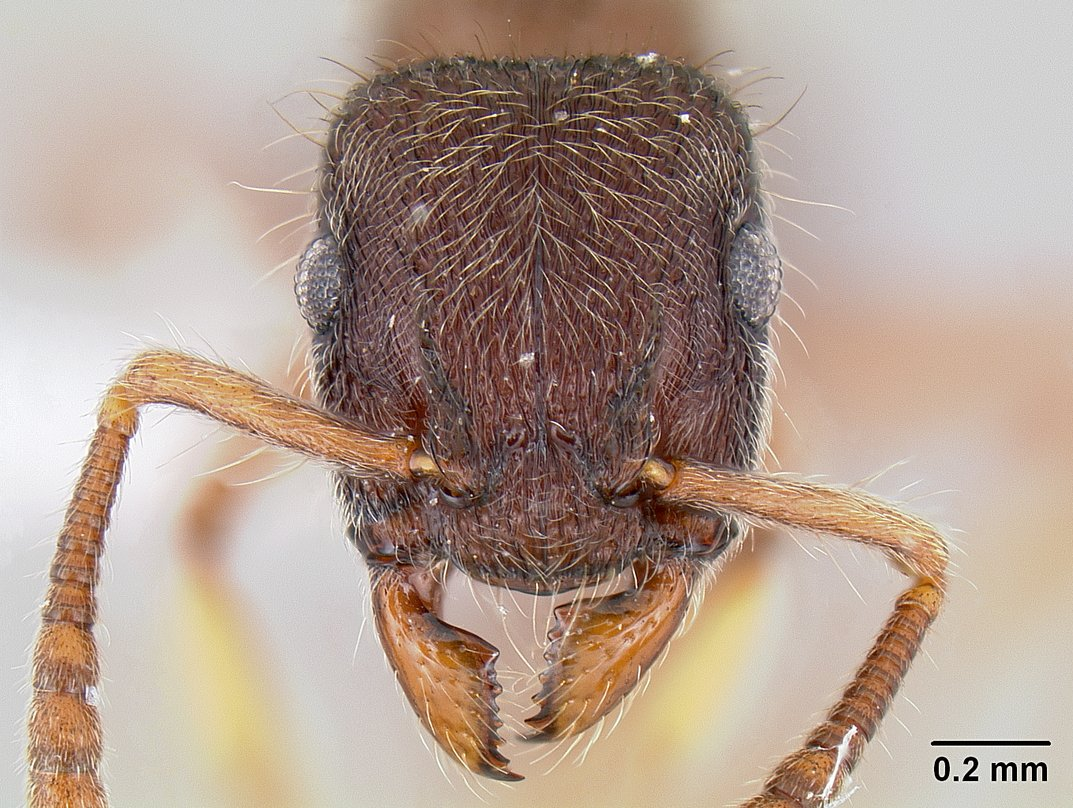
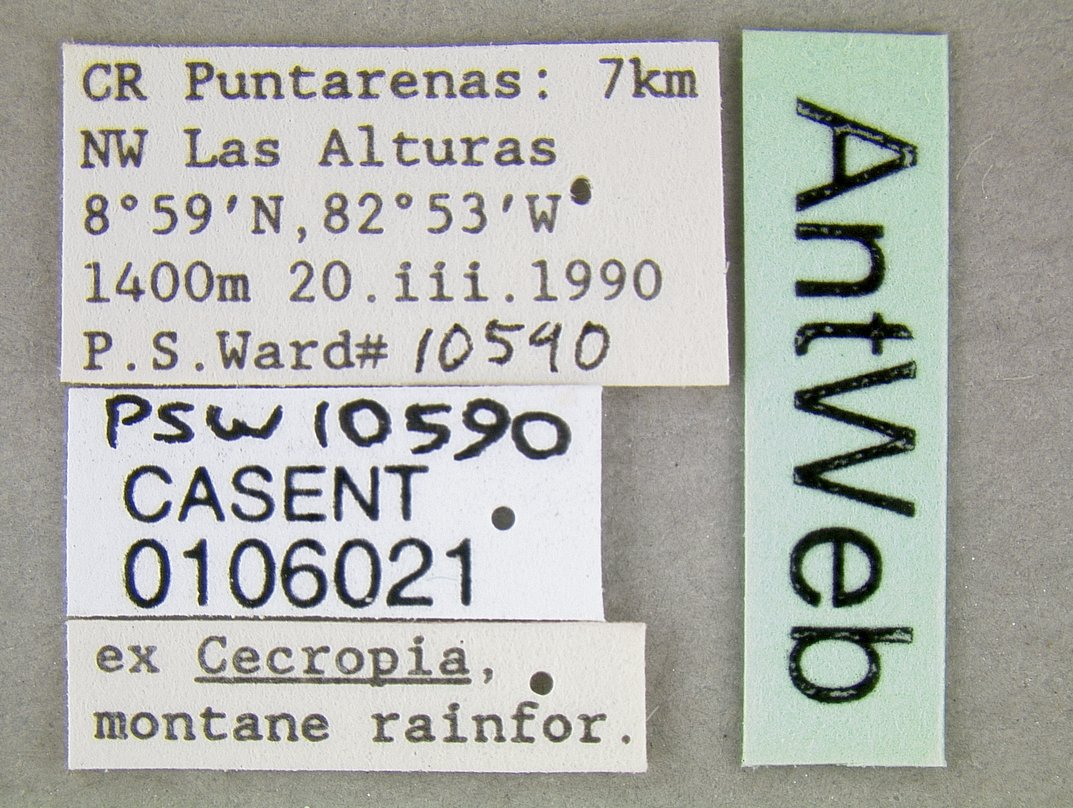
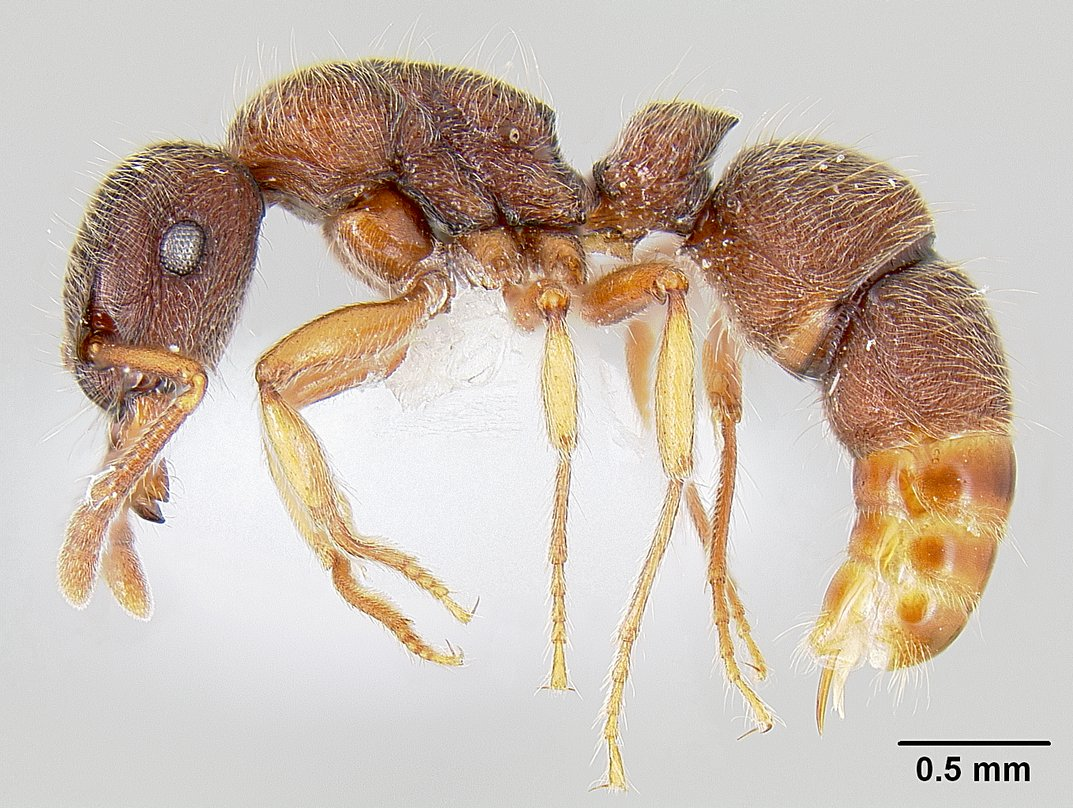